# 李康仁
李 康仁（イ・ガンイン、朝: 이강인、英: Lee Kang-in、2001年2月19日 - ）は、大韓民国・仁川広域市出身のサッカー選手。リーグ・アン・パリ・サンジェルマンFC所属。韓国代表。ポジションはミッドフィールダー（MF）。

## 経歴

### ユース時代
2007年、サッカー選手に憧れる未就学児を集めてその成長過程を追うバラエティ番組「ナララ・シュットリ」に6ヶ月間出演し、驚異的なパフォーマンスを見せて7歳の時から韓国サッカー界の神童と呼ばれて大きな注目を集めた。2009年8歳の時に地元の仁川ユナイテッドFC U-12チーム入団。
10歳の時に家族と共にスペインに渡り、バレンシアCFのカンテラに入団。カンテラで評価を高めた李にレアル・マドリードなどが獲得に興味を示す中、2017年3月2日にバレンシアと正式に2019年までのプロ契約を締結。2017-18シーズンにBチームにあたるバレンシアCF・メスタージャに登録され、プロデビュー。

### バレンシア
2018年7月22日、バレンシアと2022年までの契約を締結。10月30日のコパ・デル・レイのCDエブロ戦で、トップチーム初出場。2019年1月13日のレアル・バリャドリード戦で、リーガ初出場。30日には、正式にトップチームに登録されたことが発表された。
2019-20シーズン、9月17日、UEFAチャンピオンズリーグのチェルシー戦に途中出場し、韓国人選手のCL最年少出場記録を更新した（18歳6ヶ月での出場）。9月25日のヘタフェ戦でラリーガ初ゴールを決めたが、10月19日のアトレティコ・マドリード戦で途中出場からサンティアゴ・アリアスに悪質なタックルを喰らわし退場処分になり、ラリーガにおいて、21世紀生まれの選手として初めて退場処分を受けた選手となった。6月18日のレアル・マドリード戦でも後半31分から出場、後半44分にセルヒオ・ラモスを後ろから3回蹴りを喰らわせ、わずか13分の出場で退場処分となり、母国メディアからも批判された。今シーズンのラリーガでは2度目の退場処分となった。
2020-21シーズンは、開幕戦のレアル・ソシエダ戦で先発で起用され4-2の勝利に貢献。同シーズンこそ飛躍のシーズンになるかと期待されていたが、次戦のセルタ・デ・ビーゴ戦で、前半途中にFKの役割を巡ってホセ・ルイス・ガヤと大口論となり、監督ハビ・グラシアは前半だけで李をベンチに下げた。以降はグラシアの構想外となり出場機会も減少。同シーズンも20試合1ゴールと消化不良のままシーズンを終えた。更にバレンシア側からの契約延長のオファーを固辞していたこともあり、放出の噂が広がっていった。

### マジョルカ
2021年8月29日、バレンシアとの契約解消に合意し退団。翌30日にRCDマジョルカと4年契約を締結。カンテラ時代からライバルとして渡り歩いてきた久保建英とのプレーが実現することになった。加入第1戦となった9月11日のアスレティック・ビルバオ戦で、後半途中から起用されるも、試合は0-2で敗れた。リーグで30試合出場し、1ゴール、2アシストを記録。2022-23シーズンはレギュラーに定着し、リーグで36試合出場、6ゴール、6アシストを記録した。

### パリ・サンジェルマン
2023年7月9日、完全移籍でリーグ・アンのパリ・サンジェルマンに加入した。2028年までの5年契約で、背番号は「19」となった。2023年10月24日、UEFAチャンピオンズリーグのACミラン戦でCL初ゴールを記録した。2023-24シーズンのリーグでは23試合出場で3得点4アシストを記録した。
2024-25シーズン、開幕戦でリーグ全体の第1号弾を決め、勝利に貢献した。右ウィングとミッドフィールダーのポジションで起用されリーグ戦では30試合出場、6得点6アシストを記録。

## 代表経歴
2018年のトゥーロン国際大会にU-20韓国代表として出場し、5試合3ゴールを決めて大会ベストイレブンに選ばれた。
2019 FIFA U-20ワールドカップでチームが準優勝し、自身も2ゴール4アシストで大会MVP賞であるゴールデンボールを受賞した。
2019年3月にフル代表初招集。2021年3月に日韓戦初出場。しかし、FWでのプレーで吉田麻也と冨安健洋とのマッチアップに苦戦を強いられ、試合も0-3で敗れた。
2022 FIFAワールドカップの韓国代表として出場し、ガーナ戦ではアシストを記録した。
アジアカップ2023の韓国代表に選ばれ、6試合全試合に先発し、3ゴール1アシストを記録した。チームはベスト4で敗退となったが、大会ベストイレブンに選出された。

## 人物
- イ・ガンインと久保建英は同じ2001年生まれ、アジア出身、技巧派レフティという共通点があり、二人をライバルとして比較する見方もある。二人は親友である[29][30]。
- トップチームデビューを果たした際、リーガ・エスパニョーラのホームページに「新たなサムライの出現」と紹介された[31]。
- バレンシアCFのカンテラで評価を高めたことで、現地のメディアからも注目を集める[32]。更にスペインサッカー連盟が、李のスペインへの帰化を希望しているという噂が浮上したが、これについては李の父親が否定している[33]。

## 個人成績

### クラブ
| クラブ      | シーズン | リーグ    | リーグ戦 | リーグ戦 | 合計 | 合計 |
| クラブ      | シーズン | リーグ    | 出場     | 得点     | 出場 | 得点 |
| ----------- | -------- | --------- | -------- | -------- | ---- | ---- |
| バレンシアB | 2017-18  | セグンダB | 11       | 1        | 11   | 1    |
| バレンシアB | 2018-19  | セグンダB | 15       | 3        | 15   | 3    |
| 総通算      | 総通算   | 総通算    | 26       | 4        | 26   | 4    |

| クラブ     | シーズン | リーグ     | リーグ戦 | リーグ戦 | カップ戦 | カップ戦 | 国際大会 | 国際大会 | その他 | その他 | 合計 | 合計 |
| クラブ     | シーズン | リーグ     | 出場     | 得点     | 出場     | 得点     | 出場     | 得点     | 出場   | 得点   | 出場 | 得点 |
| ---------- | -------- | ---------- | -------- | -------- | -------- | -------- | -------- | -------- | ------ | ------ | ---- | ---- |
| バレンシア | 2018-19  | プリメーラ | 3        | 0        | 6        | 0        | 2        | 0        | 0      | 0      | 11   | 0    |
| バレンシア | 2019-20  | プリメーラ | 17       | 2        | 2        | 0        | 5        | 0        | 0      | 0      | 24   | 2    |
| バレンシア | 2020-21  | プリメーラ | 24       | 0        | 3        | 1        | -        | -        | 0      | 0      | 27   | 1    |
| バレンシア | 通算     | 通算       | 44       | 2        | 11       | 1        | 7        | 0        | 0      | 0      | 62   | 3    |
| マジョルカ | 2021-22  | プリメーラ | 30       | 1        | 4        | 0        | -        | -        | 0      | 0      | 34   | 1    |
| マジョルカ | 通算     | 通算       | 30       | 1        | 4        | 0        | 0        | 0        | 0      | 0      | 34   | 1    |
| 総通算     | 総通算   | 総通算     | 74       | 3        | 15       | 1        | 7        | 0        | 0      | 0      | 96   | 4    |

## 代表歴

### 出場大会
- 韓国代表
  - 2022 FIFAワールドカップ

### 試合数
- 国際Aマッチ 24試合 7得点（2019年 - ）[34]

| 韓国代表 | 国際Aマッチ | 国際Aマッチ |
| 年       | 出場        | 得点        |
| -------- | ----------- | ----------- |
| 2019     | 3           | 0           |
| 2020     | 2           | 0           |
| 2021     | 1           | 0           |
| 2022     | 4           | 0           |
| 2023     | 8           | 4           |
| 2024     | 6           | 3           |
| 通算     | 24          | 7           |

## タイトル

### クラブ
バレンシアCF
- コパ・デル・レイ：1回（2018-19）

パリ・サンジェルマンFC
- リーグ・アン：2回（2023-24、2024-25）
- クープ・ドゥ・フランス：2回（2023-24、2024-25）
- トロフェ・デ・シャンピオン：2回（2023、2024）
- UEFAチャンピオンズリーグ：1回（2024-25）
- UEFAスーパーカップ：1回 (2025)

### 代表
U-23韓国代表
- アジア競技大会：1回（2022）

### 個人
- FIFA U-20ワールドカップ ゴールデンボール（最優秀選手）（2019）
- アジア年間最優秀ユース選手賞（2019）
- ラ・リーガ年間最優秀ミッドフィールダー（AS選）（2022-23）[35]
- リーグ・アン月間最優秀ゴール（2023.11）
- AFCアジアカップ ベストイレブン（2023）[36]